# Ruyschia
Ruyschia là một chi thực vật có hoa trong họ Marcgraviaceae.

## Loài
Chi Ruyschia gồm các loài: